# 최후의 심판

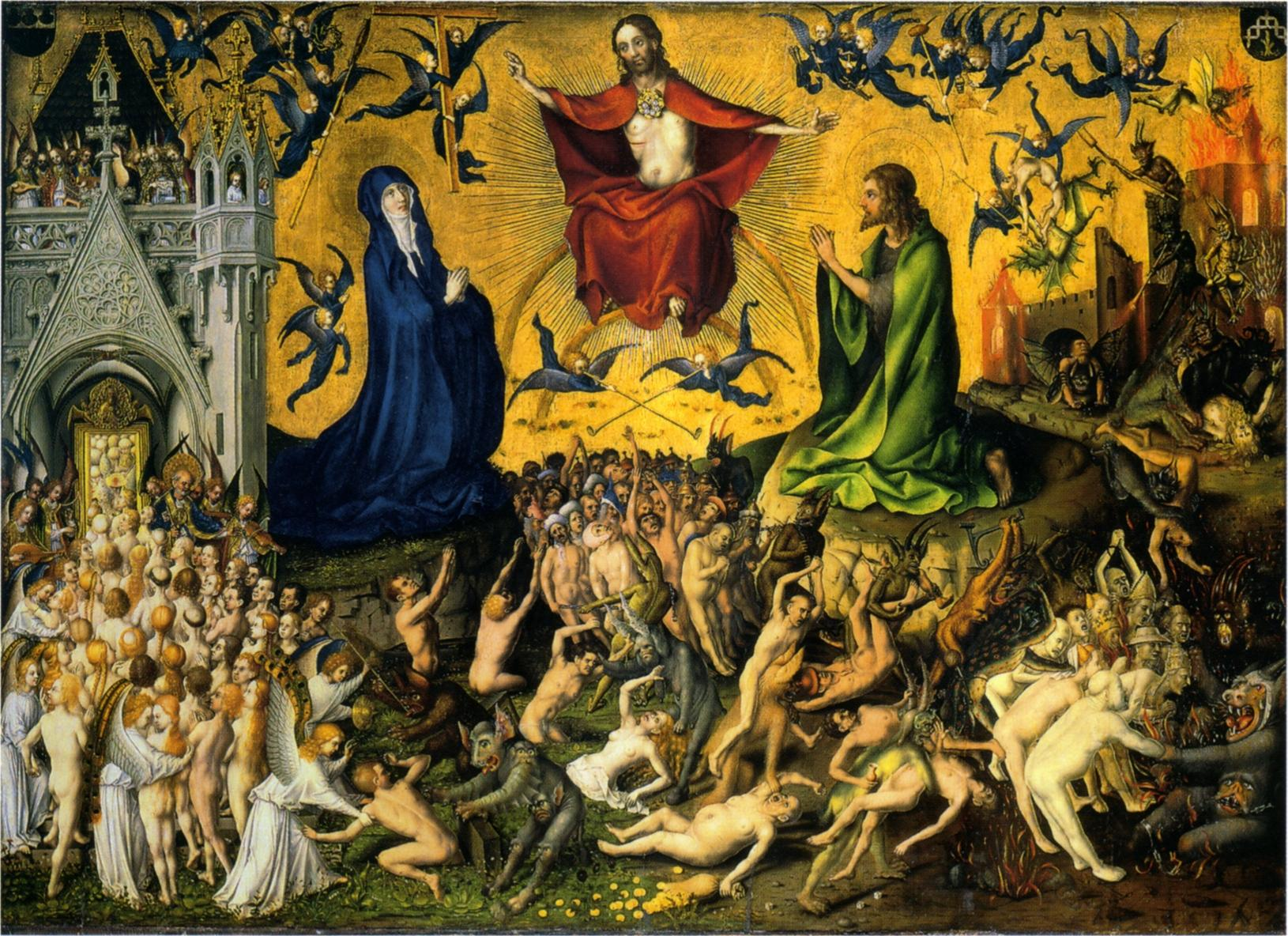
최후의 심판: 15세기 슈테판 로흐너 작품.

최후의 심판(最後- 審判, 영어: Last Judgment, Final Judgment, Day of Reckoning, Day of Judgment, Judgment Day, Doomsday, Day of Resurrection, The Day of the Lord) 또는 마지막 심판은 모든 인류에 대한 하나님의 영원한 마지막 심판을 가리킨다. 이러한 일은 죽은 자의 부활과 그리스도의 재림 이후에 발생하는 것으로 기록되어 있다. 이 때 구원받는 자와 저주받는 자가 결정되어 이에 따라 이들이 영원한 천국과 지옥으로 간다고 한다.

## 같이 보기
- 말세(마지막 날, 주님의 날)
- 심판의 날